# Palazzina della Paleologa

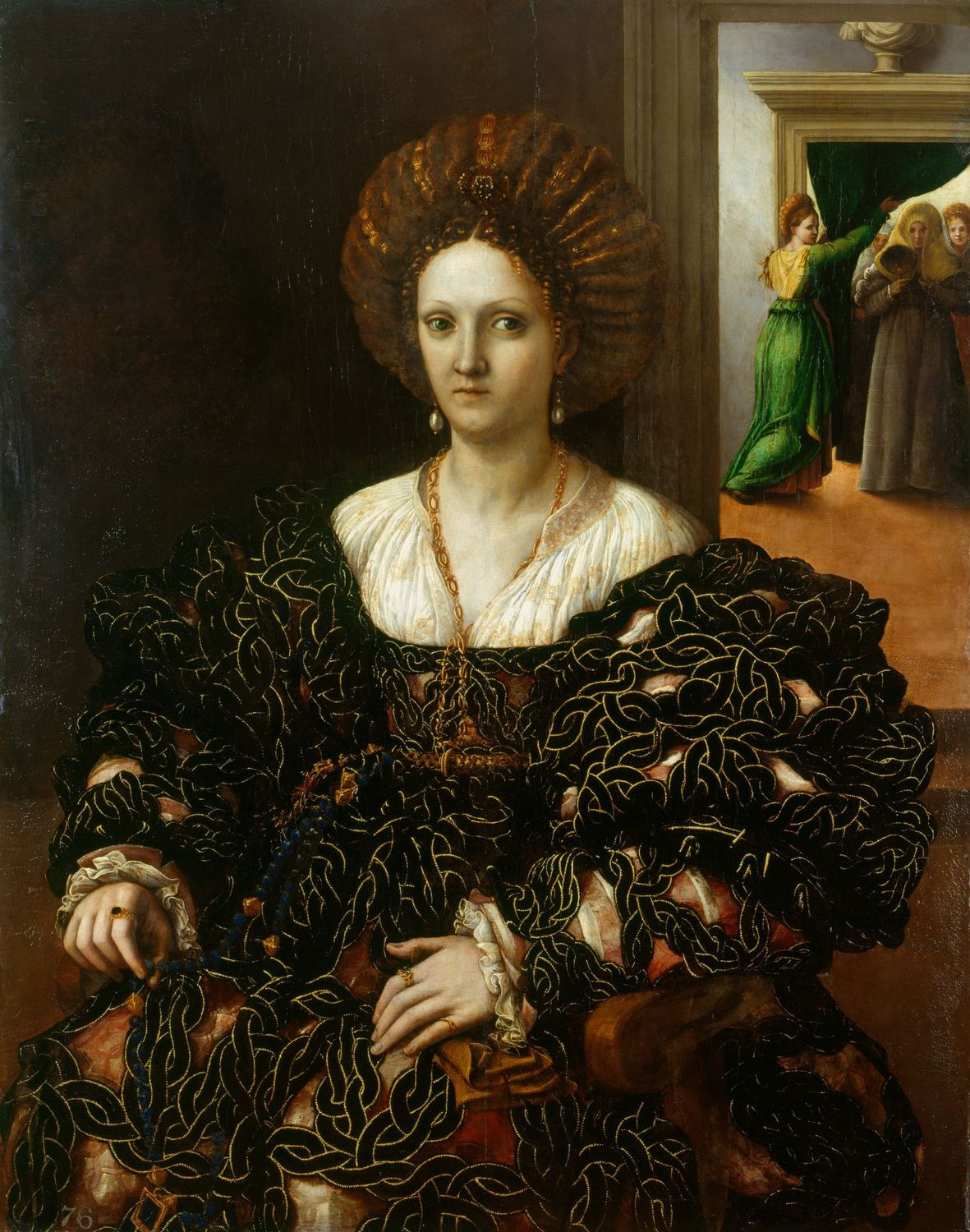
Giulio Romano, Ritratto di Margherita Paleologa, 1531.

La palazzina della Paleologa (o villa della Paleologa) era un edificio civile di Mantova.

## Storia
L'edificio venne costruito a forma rettangolare a partire dal 1531 su progetto dell'architetto di corte Gonzaga Giulio Romano e fu destinato ad accogliere la residenza di Margherita Paleologa, duchessa consorte di Mantova di Federico II Gonzaga, dopo il matrimonio del 5 ottobre 1531. Margherita alloggiò nelle stanze del castello di San Giorgio in attesa che fosse pronta la palazzina, che da lei prese il nome.
La palazzina, dotata di un giardino pensile e decorata al suo interno da Giulio Romano e dalla sua scuola, era collegata al castello di San Giorgio con un corridoio.
La costruzione venne abbattuta nel 1899 con la motivazione "per ragioni di estetica e di maggior comodità all'accesso di Porta San Giorgio".

## Galleria d'immagini

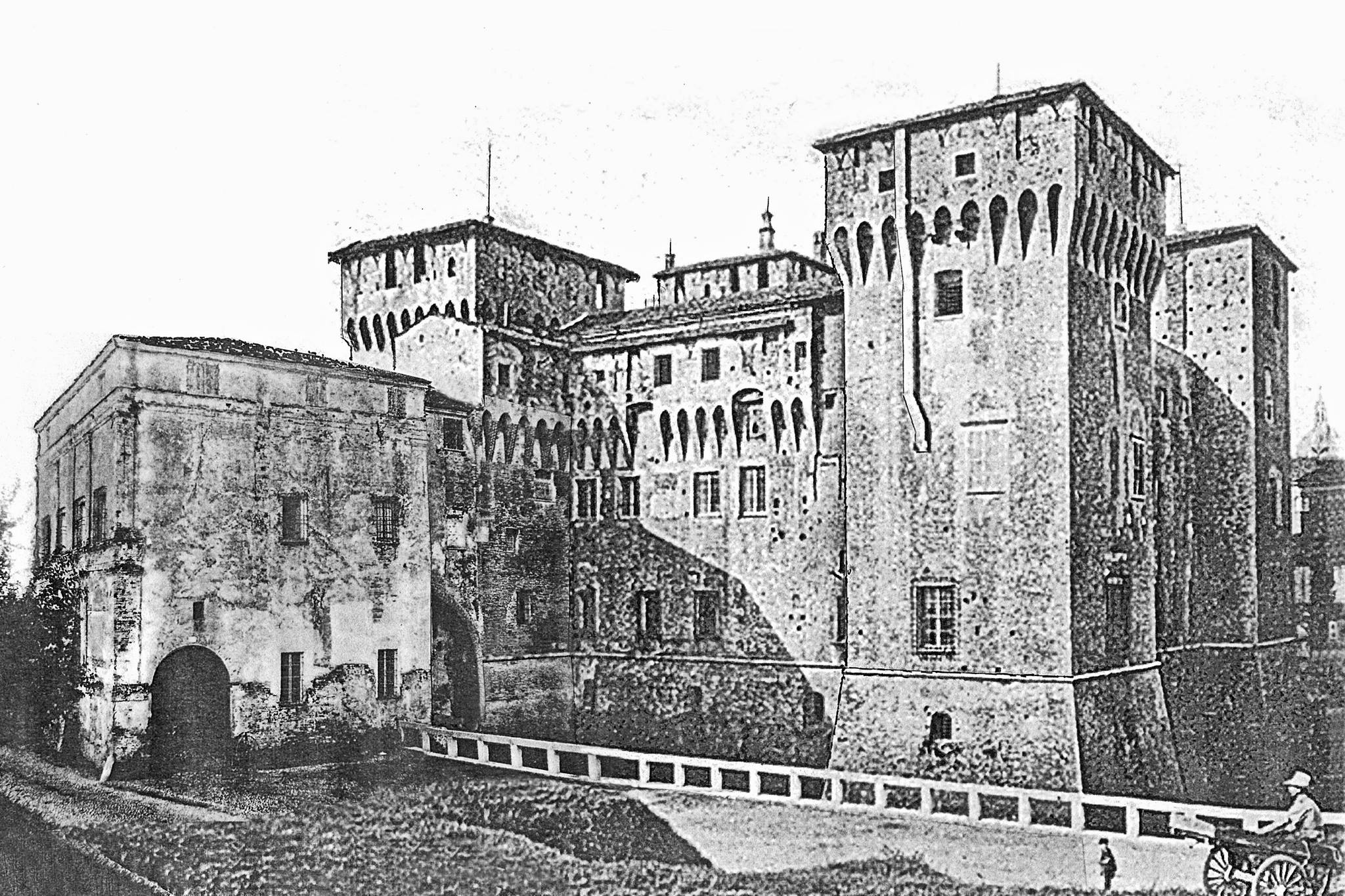
Castello di San Giorgio con la palazzina di Margherita Paleologa
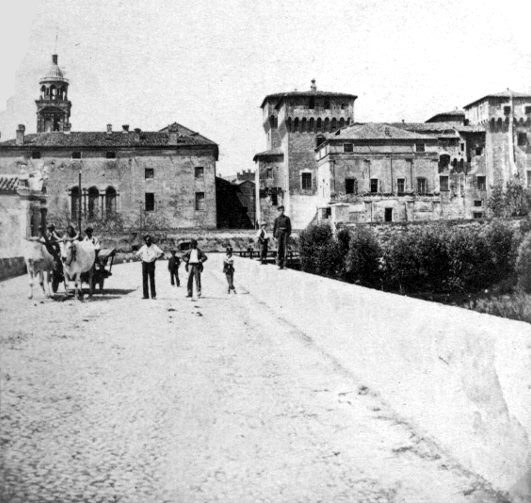
Castello di San Giorgio e Villa della Paleologa nel 1890
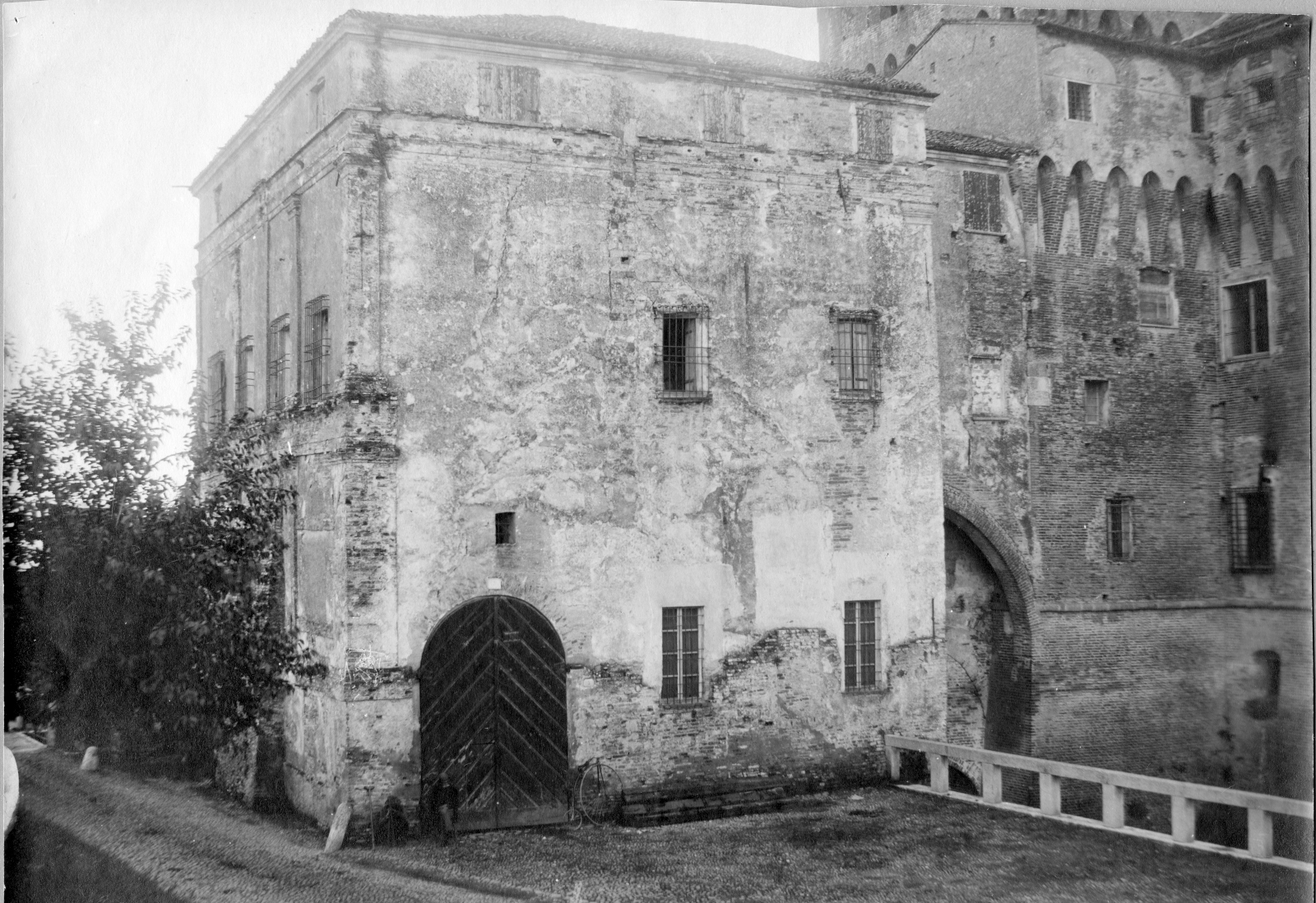
Palazzina della Paleologa
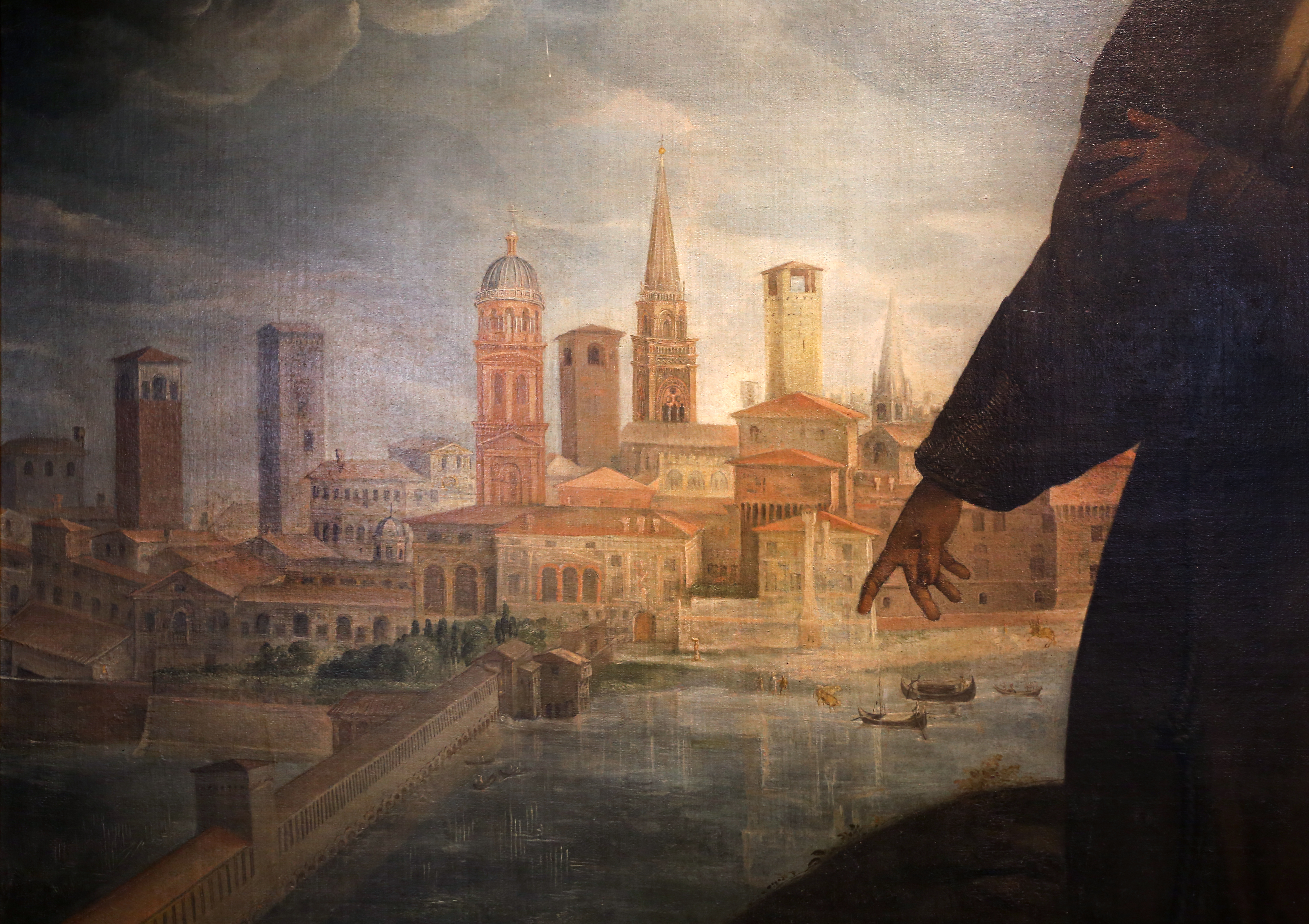
Francesco Borgani, San Francesco prega la Madonna per la cessazione di un'epidemia
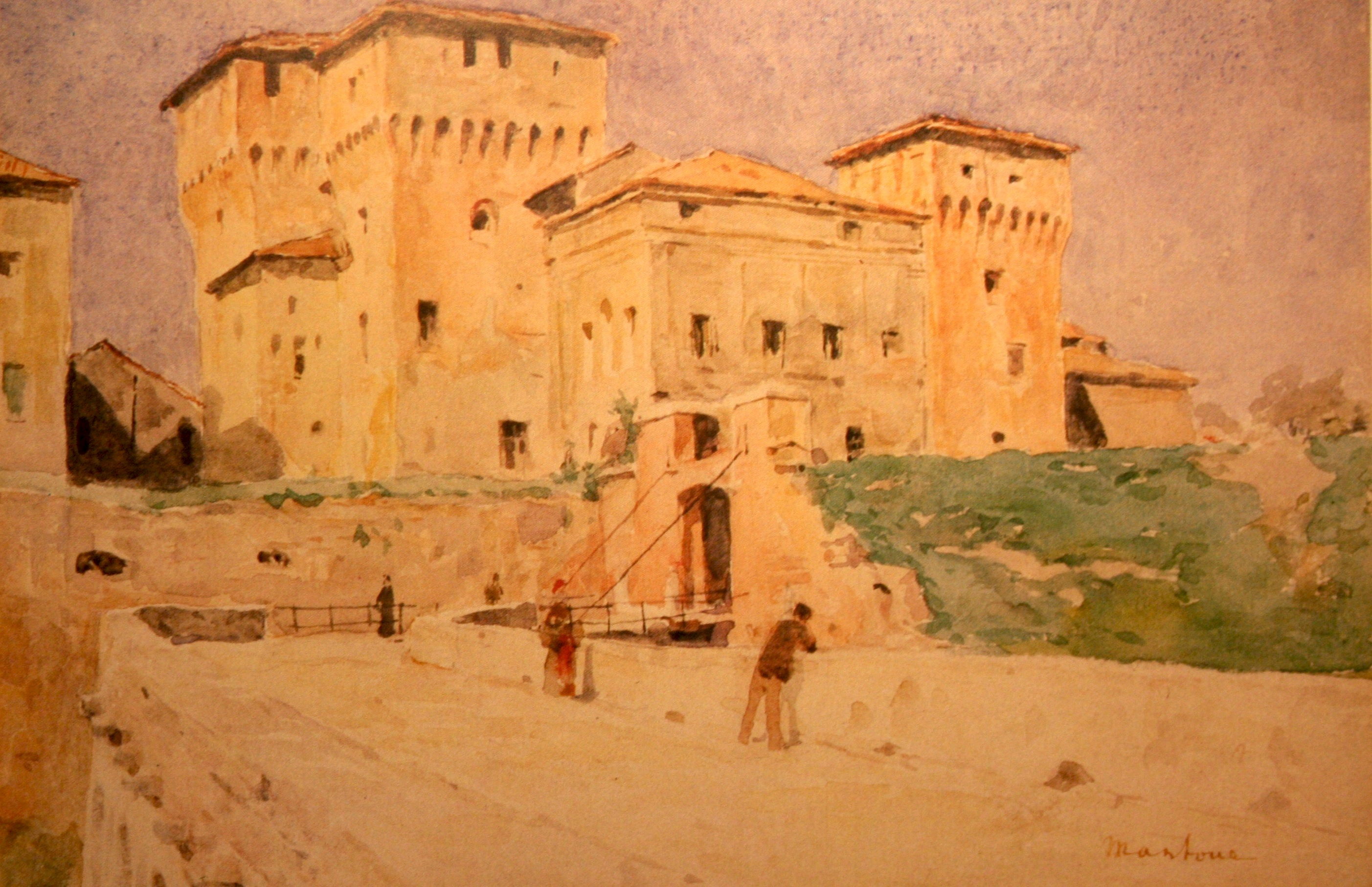
Albert Anker, Castello di San Giorgio in Mantua, 1891